# Хассан Рагаб
Хассан Рагаб (араб. حسن راغب, 1909 — 1973) — єгипетський футболіст, що грав на позиції півзахисника за клуб «Аль-Іттіхад» (Александрія), а також національну збірну Єгипту.

## Клубна кар'єра
У футболі відомий за виступами у команді «Аль-Іттіхад» (Александрія). 

## Виступи за збірну
У складі збірної був учасником чемпіонату світу 1934 року в Італії, де зіграв проти збірної Угорщини (2-4).
Помер в 1973 році.